# La Maison éternelle
La Maison éternelle est un roman de science-fiction, écrit en 1950 par A. E. van Vogt (Canada).

## Résumé
Un richissime Californien possède une propriété qui fait l'objet de convoitises de plusieurs personnages louches. Un avocat, dont il utilise les services, se retrouve mêlé malgré lui à une affaire d'intimidation en lien avec cette propriété. Par le biais d'une jeune femme, il fera connaissance avec des personnes immortelles et devra démêler l'écheveau d'intrigues qui risquent de lui coûter la vie.